# Sankt Johanneskyrkan, Halmstad
Sankt Johanneskyrkan är en kyrkobyggnad vid Skolgatan i Halmstad.
Den uppfördes för metodistkyrkan 1905 efter ritningar av Knut Beckeman och invigdes av superintendenten Gustaf Wagnsson.
År 1989 såldes kyrkan av metodistkyrkan till EFS.
Sedan 2010 är hela fastigheten ombyggd till kontors- och utställningslokal.